# Emanuela Da Ros
Emanuela Da Ros (* 24. Dezember 1959 in Vittorio Veneto, Venetien, Italien) ist eine italienische Schriftstellerin und Journalistin.

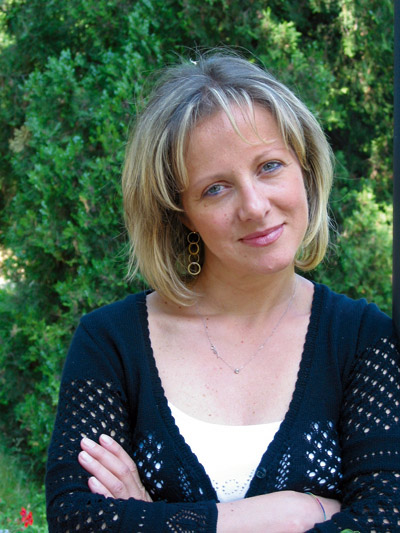
Emanuela Da Ros (2007)

## Leben
Emanuela Da Ros studierte Kunstgeschichte an der Universität Padua und schloss das Studium mit einer Arbeit über Byzantinische Kunst ab. Anschließend unterrichtete sie Italienisch und Geschichte an einem Gymnasium in ihrer Heimatstadt. Ab 1997 arbeitete sie zusätzlich als Journalistin und debütierte mit dem Kinderbuch Poste e risposte im Jahr 2000 als Schriftstellerin. Für ihr Erstlingswerk wurde sie bei der Verleihung des Bologna Ragazzi Award als beste unveröffentlichte Schriftstellerin ausgezeichnet.
Auf Deutsch erschienen Der Melonen-Klau und andere Nachrichten aus Haus Nummer vier, Ein süßer Typ und Viermal verliebt.
Sie ist mit Charles De Bastiani verheiratet und hat mit ihm zwei gemeinsame Kinder.

## Werke
Originalwerke
- 2000: Poste e risposte
- 2001: Il giornalino Larry
- 2002: I love school
- 2004: Lui è bellissimo!
- 2005: Un cuoco da ragazzi
- 2007: Io voglio
- 2008: Avventure in cucina
- 2009: Ma Babbo Natale non ce l’ha il cellulare?
- 2011: Se

Übersetzungen auf Deutsch
- 2004: Der Melonen-Klau und andere Nachrichten aus Haus Nummer vier
- 2007: Ein süßer Typ
- 2011: Viermal verliebt